# Sturefors
Sturefors este o arie protejată (arie specială de conservare — SAC, sit de importanță comunitară — SCI) din Suedia întinsă pe o suprafață de 129,4 ha, integral pe uscat.

## Localizare
Centrul sitului Sturefors este situat la coordonatele 58°19′57″N 15°45′51″E / 58.3325°N 15.7641°E.

## Înființare
Situl Sturefors a fost declarat sit de importanță comunitară în iunie 1996 pentru a proteja 3 specii de animale. Situl a fost protejat și ca arie specială de conservare în martie 2011.

## Biodiversitate
Situată în ecoregiunea boreală, aria protejată conține 4 habitate naturale: Taiga vestică, Pajiști cu Molinia pe soluri calcaroase, turboase sau argilos-nămoloase (Molinion caeruleae), Pășuni din zone de pădure fino-scandinave, Păduri de stejar sau de stejar și carpen sub-atlantice și medio-europene de Carpinion betuli.
La baza desemnării sitului se află mai multe specii protejate de  nevertebrate (3): Anthrenochernes stellae, rădașcă (Lucanus cervus), Osmoderma eremita.